# Вёшенка лёгочная
Вёшенка лёгочная (лат. Pleurotus pulmonarius) — съедобный гриб из рода Вёшенка (Pleurotus) семейства Вёшенковые (Pleurotaceae).

## Описание
Шляпка 4—9 см, языковидная или выпукло-распростёртая, с тонким, часто надтреснутым краем, белая или кремовая. Мякоть тонкая, упругая, белая. Пластинки нисходящие, частые, белые. Ножка 1—2 х 1—1,5 см, боковая, белая, с войлочным опушением. Споры белые.